# Babno Polje
Babno Polje – wieś w Słowenii, w gminie Loška dolina. W 2018 roku liczyła 341 mieszkańców.